# Hauteville-lès-Dijon
Hauteville-lès-Dijon és un municipi francès, situat al departament de la Costa d'Or i a la regió de Borgonya - Franc Comtat. L'any 2007 tenia 1.076 habitants.

## Demografia

### Població
El 2007 la població de fet d'Hauteville-lès-Dijon era de 1.076 persones. Hi havia 368 famílies, de les quals 52 eren unipersonals (12 homes vivint sols i 40 dones vivint soles), 144 parelles sense fills, 156 parelles amb fills i 16 famílies monoparentals amb fills.
La població ha evolucionat segons el següent gràfic:
Habitants censats

### Habitatges
El 2007 hi havia 382 habitatges, 369 eren l'habitatge principal de la família, 2 eren segones residències i 11 estaven desocupats. 354 eren cases i 28 eren apartaments. Dels 369 habitatges principals, 321 estaven ocupats pels seus propietaris, 42 estaven llogats i ocupats pels llogaters i 6 estaven cedits a títol gratuït; 2 tenien una cambra, 5 en tenien dues, 21 en tenien tres, 61 en tenien quatre i 280 en tenien cinc o més. 332 habitatges disposaven pel capbaix d'una plaça de pàrquing. A 93 habitatges hi havia un automòbil i a 261 n'hi havia dos o més.

### Piràmide de població
La piràmide de població per edats i sexe el 2009 era:
| Homes | Edats   | Dones |
| ----- | ------- | ----- |
| 0     | 95 o +  | 4     |
| 0     | 90 a 94 | 8     |
| 0     | 85 a 89 | 12    |
| 0     | 80 a 84 | 12    |
| 8     | 75 a 79 | 8     |
| 8     | 70 a 74 | 0     |
| 24    | 65 a 69 | 24    |
| 24    | 60 a 64 | 24    |
| 16    | 55 a 59 | 24    |
| 48    | 50 a 54 | 56    |
| 52    | 45 a 49 | 40    |
| 60    | 40 a 44 | 64    |
| 28    | 35 a 39 | 52    |
| 28    | 30 a 34 | 16    |
| 8     | 25 a 29 | 24    |
| 52    | 20 a 24 | 12    |
| 48    | 15 a 19 | 56    |
| 48    | 10 a 14 | 60    |
| 28    | 5 a 9   | 36    |
| 28    | 0 a 4   | 16    |

## Economia
El 2007 la població en edat de treballar era de 737 persones, 529 eren actives i 208 eren inactives. De les 529 persones actives 504 estaven ocupades (273 homes i 231 dones) i 25 estaven aturades (10 homes i 15 dones). De les 208 persones inactives 72 estaven jubilades, 97 estaven estudiant i 39 estaven classificades com a «altres inactius».

### Ingressos
El 2009 a Hauteville-lès-Dijon hi havia 372 unitats fiscals que integraven 1.009,5 persones, la mediana anual d'ingressos fiscals per persona era de 27.139 €.

### Activitats econòmiques
Dels 39 establiments que hi havia el 2007, 1 era d'una empresa extractiva, 11 d'empreses de construcció, 4 d'empreses de comerç i reparació d'automòbils, 1 d'una empresa de transport, 1 d'una empresa d'hostatgeria i restauració, 4 d'empreses d'informació i comunicació, 4 d'empreses financeres, 1 d'una empresa immobiliària, 6 d'empreses de serveis, 5 d'entitats de l'administració pública i 1 d'una empresa classificada com a «altres activitats de serveis».
Dels 10 establiments de servei als particulars que hi havia el 2009, 1 era un taller de reparació d'automòbils i de material agrícola, 1 autoescola, 1 paleta, 1 guixaire pintor, 1 fusteria, 2 lampisteries, 2 electricistes i 1 empresa de construcció.
L'any 2000 a Hauteville-lès-Dijon hi havia 3 explotacions agrícoles que ocupaven un total de 516 hectàrees.

## Equipaments sanitaris i escolars
El 2009 hi havia 1 escola maternal i 1 escola elemental.

## Poblacions més properes
El següent diagrama mostra les poblacions més properes.